# 獅子舞

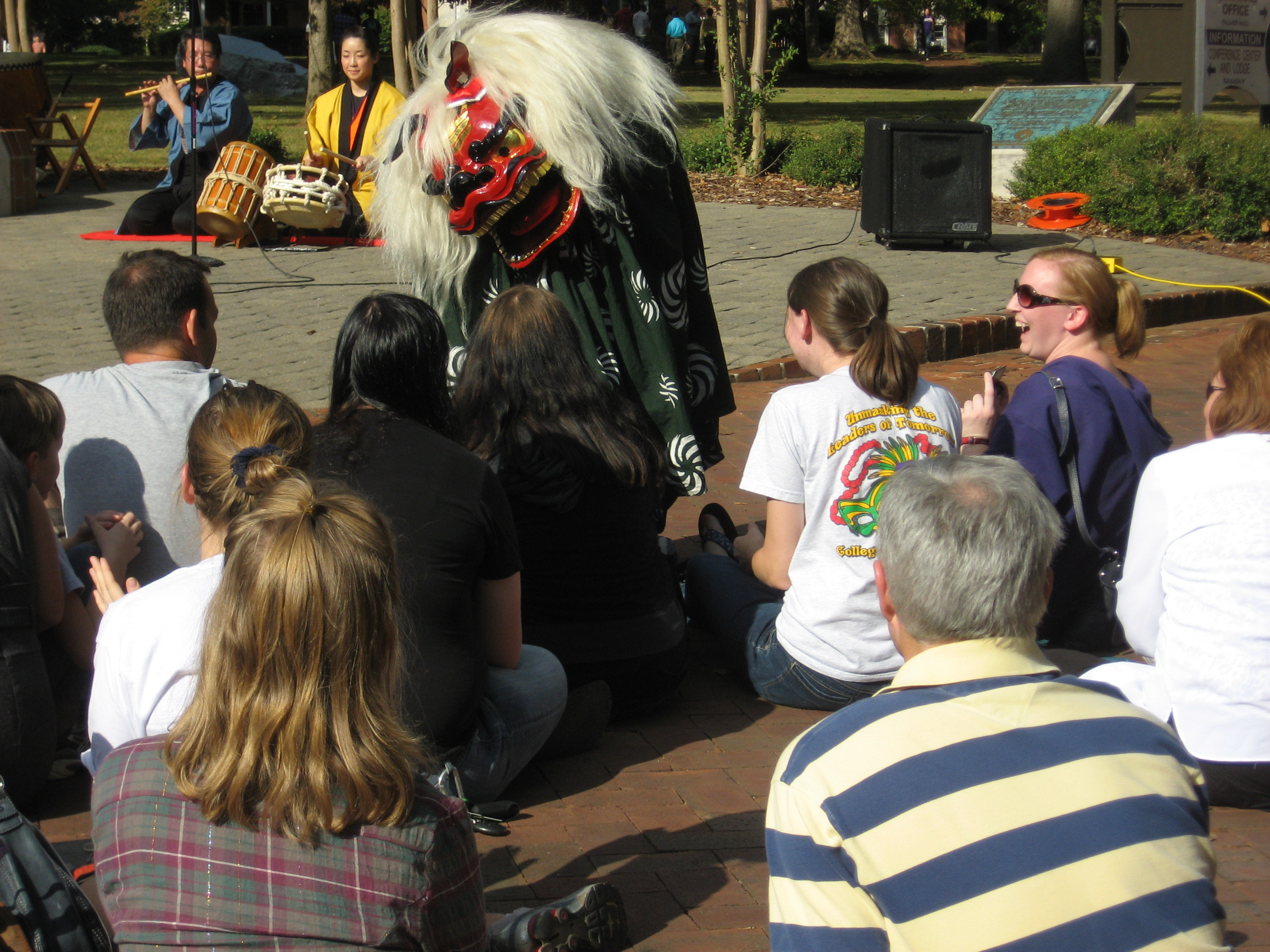
獅子舞

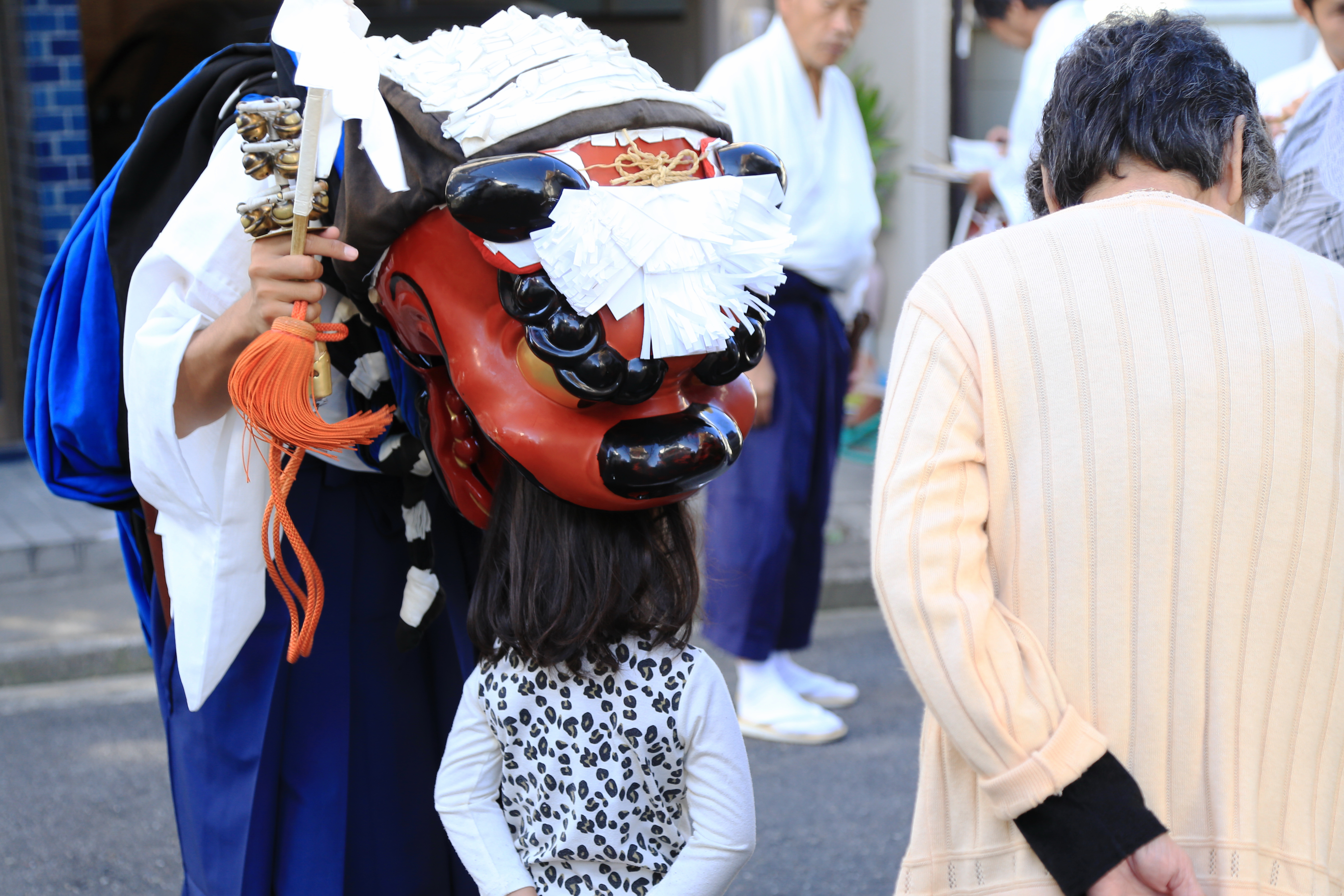
街道を行く獅子舞

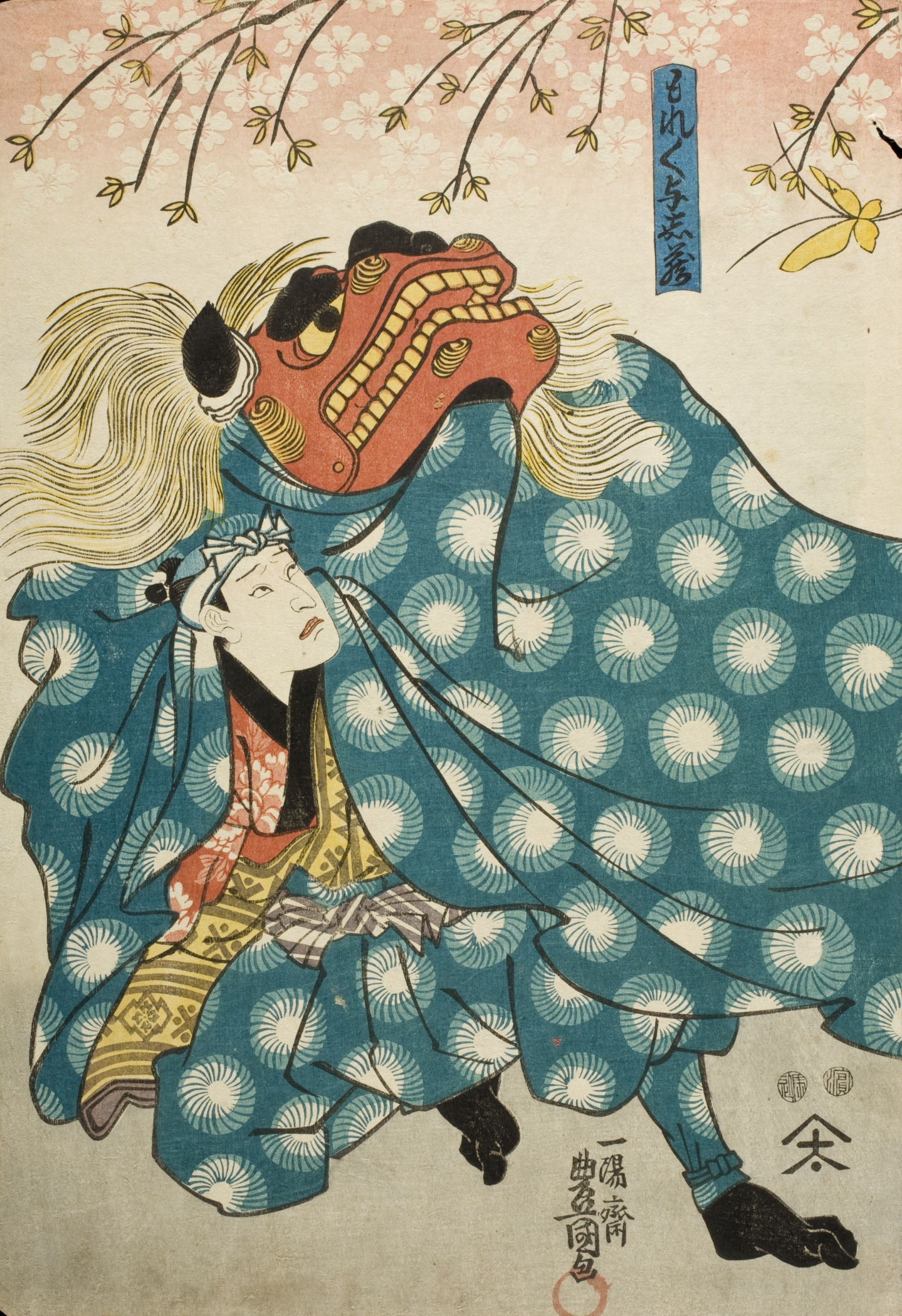
歌川国貞画。江戸時代

獅子舞（ししまい、中国語: 舞狮、拼音: wǔshī、英: Lion dance）とは、東アジアおよび東南アジアでみられる伝統芸能の一つ。頭に獅子頭（ししがしら）を付けて衣装を身にまとい、祭囃子にあわせて獅子が舞い踊るものである。

## 概要

### 形態
獅子は本来はライオンのことで、世界各地において神や王などが強さを示すため、都城や寺院の門、墓所などに写実的な獅子像を置いた。その後、獅子像の文化はインドから東南アジアや東北アジアに広まったが、これらの地域にはライオンは生息しておらず写実性を失い、石工の想像力や鑿の技術、石や木などの素材の違いによって地域ごとに変容が見られるようになった。
獅子舞も中国、東南アジア、沖縄、日本本土で形態は大きく異なる。中国北部から日本本土や沖縄に伝わった獅子頭の多くは木製であるが、中国南部から東南アジアに伝わった獅子頭は竹の骨組に布張りしたものである。
中国の獅子舞には北方の系統と南方の系統があるが、いずれも一般的に2人組で肩車を取り入れるなど動作が激しく、ドラや太鼓を大きく打ち鳴らすものが多い。また、中国では獅子頭は犬または猫を模したもので、衣装も着ぐるみの形態が多く、沖縄の獅子舞も衣装は着ぐるみの形態が多い（ただし沖縄では伴奏にドラムを用いる）。
一方、日本の獅子舞は着ぐるみではなく薄い油単をまとい、動作は優雅で（肩車が取り入れられる例は珍しい）、伴奏にも鉦、太鼓、笛などの軽妙な音曲を用いる。
日本の獅子舞の獅子頭は、鹿や猪、熊などを模したものもあるが、ほとんどが想像上の動物を象っている。

### 名称
「シシ」とは古語では食用の肉のほかイノシシ、カノシシなど獣一般を指し、地域ごとに神や信仰と結びつけて考えられていた。『日本書紀』には弘計王が鹿の角を奉じて舞った記述があり、日本には後述する「一人立の獅子舞」が「二人立の獅子舞」の到来以前から存在した。推古天皇20年（612年）に中国から日本に伎楽が伝えられたが、その演目の中に唐獅子の舞があり、当時は帥子と表記していた。帥子舞は舞場の邪気を祓う舞として伎楽の最初に演じられ、天平19年（747年）に提出された『法隆寺伽藍縁起并流記資材帳』では伎楽の道具の中には、五色の毛を植えた帥子頭と胴幕を持つ二人立の獅子が記されている。

## 日本の獅子舞
日本の獅子舞の源流は飛鳥時代に伝来した伎楽（ぎがく）といわれており、一方で中世に神事芸能の風流（ふりゅう）が成立し、二つの大きな系統となったとされる。
日本の獅子舞は、全土で行われておりバリエーションは多岐にわたる。日本で最も数が多い民俗芸能といわれている。2000年代の調査では全国に約8000確認されているが、地方の過疎化や東日本大震災などで減少していると考えられる。
獅子頭などは「獅子博物館」（埼玉県白岡市）や「ひみ獅子舞ミュージアム」（富山県氷見市）、「東京獅子博物館」（東京都檜原村）といった専門施設のほか、各地の博物館などで所蔵されている。
獅子舞で踊る獅子は、1人で1匹の獅子を演じる「一人立の獅子舞」、2人以上の演者で1匹の獅子を演じる「二人立の獅子舞」と、数人から10人ほどで1匹の獅子を演じる「むかで獅子」に分類される。
「二人立」は古代に成立した外来の舞楽・伎楽（ぎがく）系統や散楽から派生し曲芸や軽業と融合し御師と結びついた、伊勢大神楽に代表される大神楽系統が存在する。「一人立」は土着の芸能をもとに中世末から近世初期にかけて成立した風流（ふりゅう）系統といった芸能史的に異なる系統に分かれる。
富山県は全国でも獅子舞伝承数が屈指であり、2005年（平成17年）では、約1,170ケ所で受け継がれ現在も行われており、日本一多いとされる。富山県教育委員会は、数多くの獅子舞から2005年（平成17年）に100選（実数 111ケ所）を発表している。
獅子の頭部（獅子頭＝ししがしら）は木製が多いが、和紙による張子のものや最近では発泡スチロールによるものもある。獅子頭職人の早川高師によると、江戸時代中期までの獅子頭は武家の災い除けの置物で、幕末以降、庶民の祭に獅子舞が広まったという。幅一尺程度の標準的な獅子頭を丸彫りでつくると重い(約10kg)ため、薄い部材を組み合わせる寄せ木づくりが編み出された。1.5kg程度に軽量化でき、修理もしやすい。井波彫刻で知られる富山県南砺市井波では、上記のように富山県内で獅子舞が盛んに行われていることもあり、獅子頭の生産が古くから盛んで全国有数の産地である。
胴幕には獣毛の表現を保ったものと、様式化して獣毛を失ったものの二系統があり、前者は「毛獅子」などと通称される。

### 伎楽系の獅子舞
伎楽系は神楽系ともいい、頭と尾に一人ずつ入り、二人の演者で一匹の獅子を演じる二人立ちの獅子舞である。伎楽系の獅子舞は大陸伝来のものといわれ、主に中部地方（特に北陸地方）以西・以南の地域に分布している。
大陸の獅子舞は伎楽とともに日本に伝来し、宮廷や寺院の法会で演じられたとされ、『日本書紀』推古天皇20年（612年）の記事には百済から味摩之が訪れ、奈良桜井の地で少年を集めて伎楽の舞を教えたと記している。
奈良時代に唐楽や高麗楽を伴奏とする舞楽が伝来すると、寺院の法要で獅子の舞楽が演じられるようになった。さらに平安時代には仏堂や仏塔の落慶供養「舞楽四箇法要」で儀式の進行役として獅子の舞楽が演じられ、四天王寺の精霊会などにみられる獅子の舞として伝わっている。

#### 獅子神楽
各地の神社に神楽が定着すると地域に応じて「巫女神楽」「採物神楽」「能神楽」「湯立神楽」などが現れたが、その一つに「獅子神楽」があり奥羽の山伏神楽・番楽、伊勢や尾張の太神楽などにみられる。

#### 伊勢大神楽

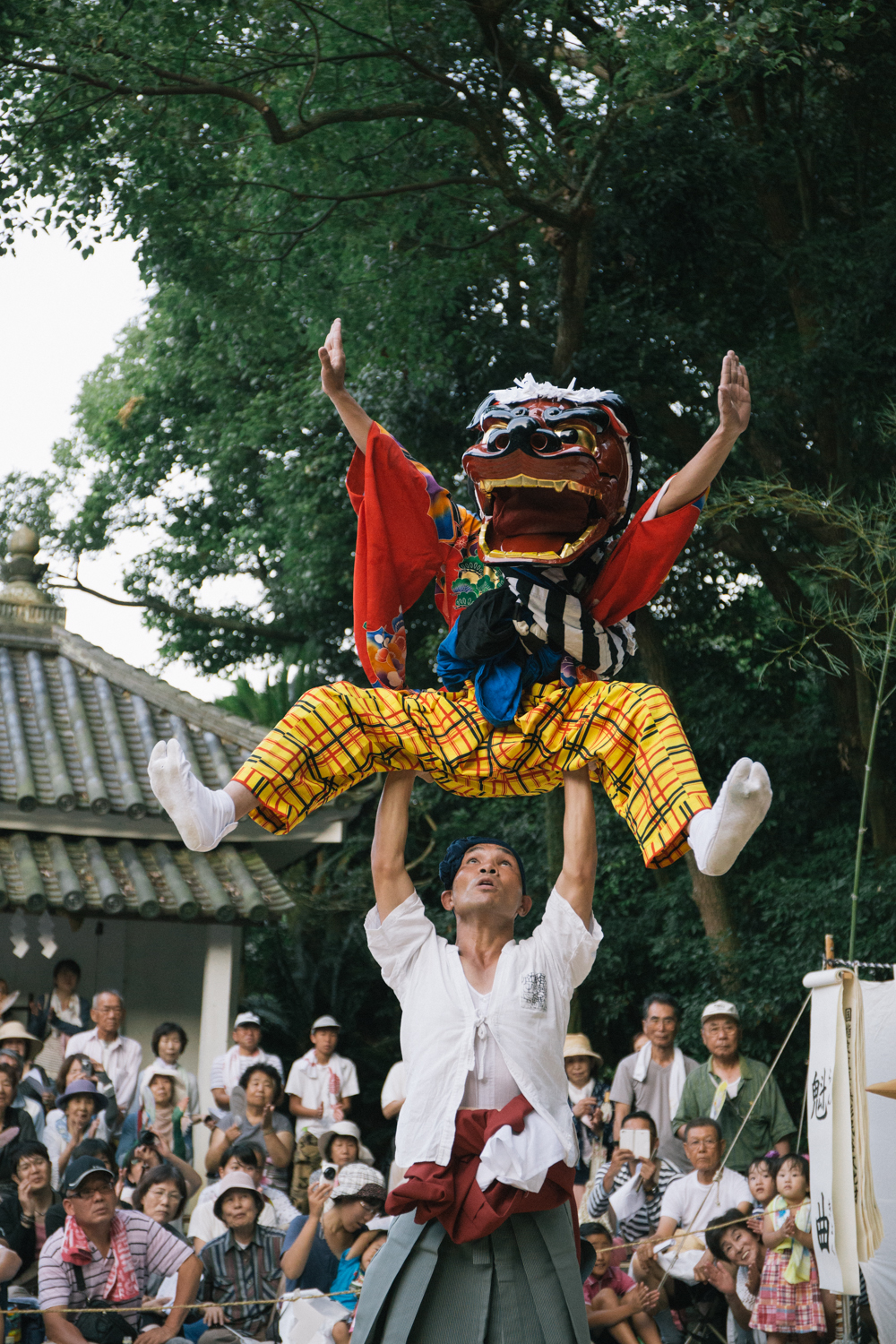
伊勢大神楽の獅子舞

伊勢大神楽は1981年（昭和56年）に国の重要無形民俗文化財に指定されたが、その指定理由には獅子による曲芸に特色があるとされている。

### 風流系の獅子舞

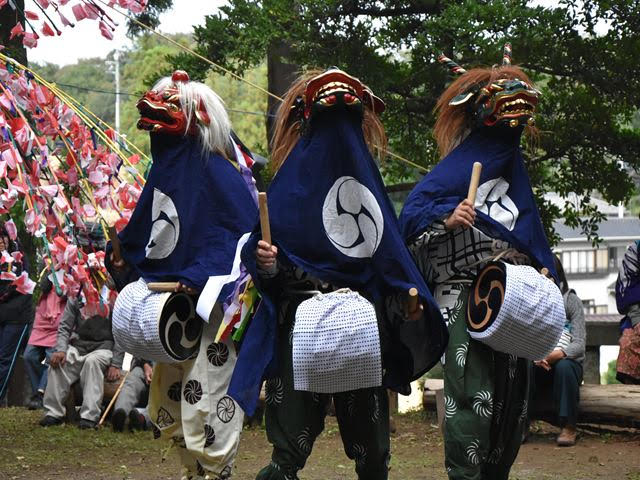
[https://sites.google.com/view/sasarashishimai/%E3%83%9B%E3%83%BC%E3%83%A0 下福田のささら獅子舞

風流系（ふりゅうけい）の獅子舞は一人の演者が一匹の獅子を演じる一人立ちの獅子舞である。風流系の獅子舞は日本固有のものともいわれ、主に関東以北の東日本に分布している。
風流系獅子舞の甘楽町秋畑の伝承では、「獅子はインドで人を食べて生きていたが、インドに人間が少なくなってきたので大和の国に行こうとしたところ、それを察知した日本の神が狐を天竺の権田河原に遣わし、獅子に『大和では人を食べる代わりに悪魔を退治すれば食べ物を与えられ、悪魔祓いの神としてあがめられるだろう』と諭し、狐が先導役になって日本にやってきた」とされる。演じられる際に、狐役が獅子舞を先導することから、この系統の獅子舞は稲荷流と呼ばれるようになった。

### 三重の獅子舞
三重の獅子舞（みえのししまい）とは佐賀県佐賀市諸富町大字為重の新北神社に伝わる獅子舞。1964（昭和39年）5月23日に県指定重要無形民俗文化財に指定された。

## 中国の獅子舞

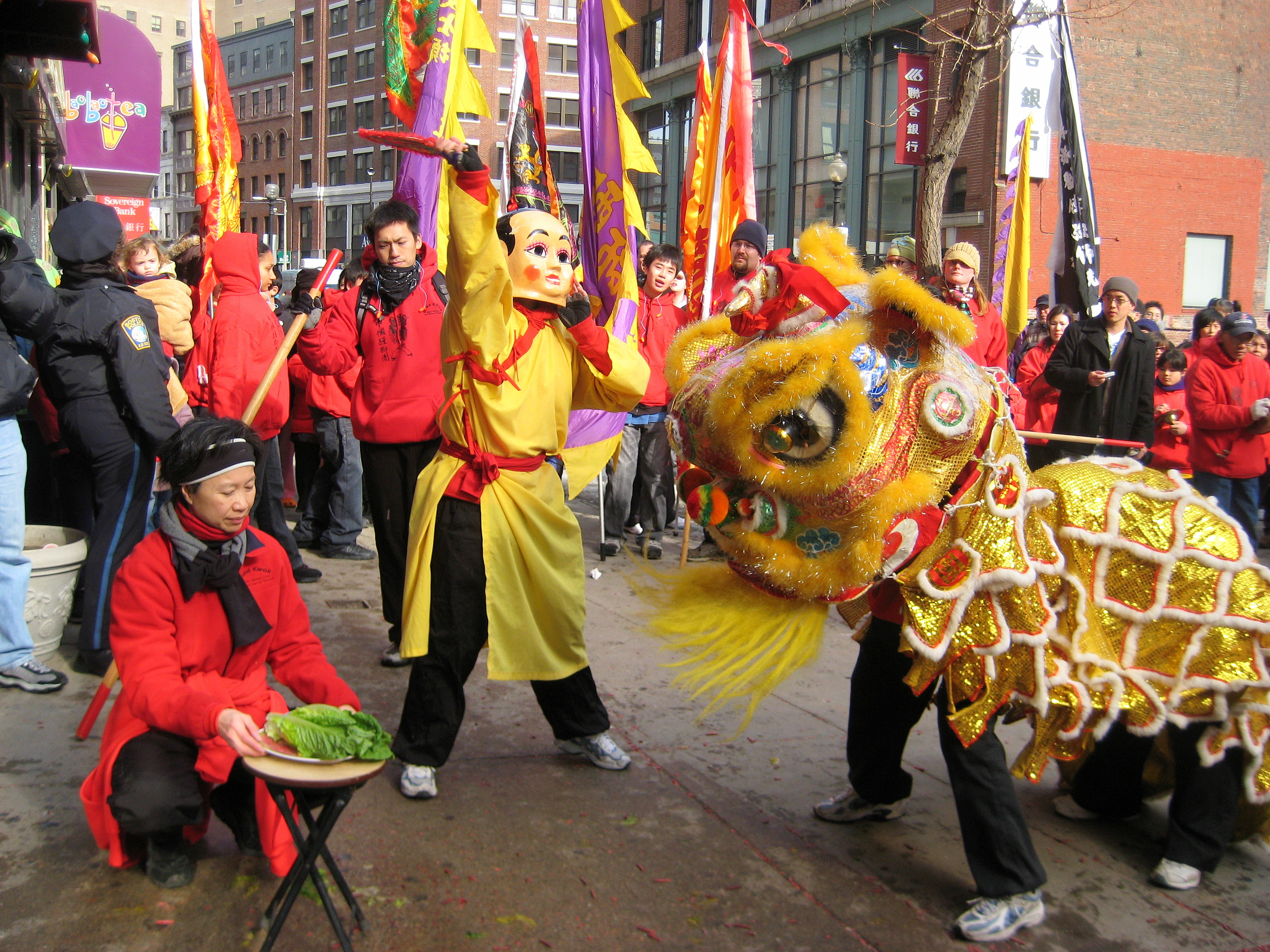
春節フェスティバル出演風景（ボストン市の中華街にて）

中国では獅子舞のことを一般的に「舞獅（繁体字: 舞獅、簡体字: 舞狮、拼音: wǔshī）」と呼ぶ。この中国獅子舞は英語で「Chinese Lion Dance」あるいは単に「Lion Dance」と呼ばれることが多い。

『漢書』に
とあり、これが最古の記録ではないかともいう。
舞獅は漢代に西域から伝わり、唐代になって盛んになった。
河北省発祥とされる北方獅子舞と広東省発祥とされる南方獅子舞がある。北狮（北獅）は獅子の形態を真似た軽快な動きや玉乗りなどの曲芸を特色とし、二人で演じる大狮と一人で演じる小狮がある。また、南狮（南獅）は獅子に鱗状の紋様をもち、武功（武術）を基礎とした勇猛果敢な演技を特色とする。さらに南方系の獅子舞には仏山装（仏山発祥の本来の様式）による仏山獅子舞と、鶴山装（清朝の道光帝の時代に馮庚長によって獅子が動きやすいよう改良した様式）による鶴山獅子舞の二大流派がある。
中国式の獅子舞は日本においては中華街や中国・台湾と関係の深い自治体・施設に獅子舞団が設置され（例　横浜）ありイベントごとに演じられる。ジャッキー・チェンの映画『ヤングマスター 師弟出馬』では南方のものが描写されている。

### 日本の中国獅子舞団
- （中国北方獅子舞）中国大黄河雑技団（愛知県名古屋市）- （中国北方獅子舞）中国民族芸術団
- 横浜中華街（神奈川県横浜市）‐横浜華僑青年会龍獅團
- 横浜中華学院校友會
- 横浜中華学校校友会国術団
- 神戸市立兵庫商業高等学校龍獅団
- 横浜中華街 廣東會館倶樂部 廣東獅子團
- 舞獅群英観魔會（中国北方獅子舞）　横浜中華学院
- 神戸華僑（兵庫県神戸市）- 神戸華僑総会舞獅隊
- 長崎新地中華街（長崎県長崎市）-　長崎吼獅會
- 神戸南京町（兵庫県神戸市） - 神戸南京町龍獅團　神戸華僑総会舞獅隊
- 燕趙園（鳥取県湯梨浜町） - 日本鳥取志咸獅團
- 大阪龍獅団（大阪府）-中国文化春暁クラブＯＢ会

### 関連作品

#### 映画
- 『ライオン少年』（原題：雄獅少年）監督：孫海鵬（ソン・ハイポン）、2021年、配給：ギャガ、泰閣映畫、面白映画、Open Culture Entertainment[16]